# 異種族レビュアーズ
『異種族レビュアーズ』（いしゅぞくレビュアーズ、英題：Interspecies Reviewers）は、原作：天原、作画：mashaによる日本の漫画。ニコニコ静画内の『ドラドラしゃーぷ#』（旧ドラドラドラゴンエイジ）にて連載中であり、単行本がKADOKAWAより発行されている。あらゆる種族が共生する世界を舞台に、主人公であるレビュアーたちが、エルフや妖精がはたらく風俗店で受けたサービスをクロスレビューで評価するストーリー。2021年12月時点で累計発行部数は100万部を突破している。

## 作風
天原が同人時代に制作していた『モン娘ソープ街』および『異種風俗ソープレビュー』などが元型になっており、人間やエルフ、妖精、獣人などあらゆる種族が共生する世界を舞台に、主人公であるレビュアーたちが、エルフや妖精がはたらく風俗店で受けたサービスをクロスレビューで評価するストーリー。なお、作品内では、風俗、娼婦、歓楽街のような単語は全部使用禁止にしており、サキュバス街とかサキュ嬢のような架空の単語に置き換えている。
作中の世界観では、あくまで売春は禁止されているが、淫魔であるサキュバスやインキュバスに限っては風俗店での営業活動が許されている。そういった大人の事情から、風俗嬢は全員サキュバスやインキュバスとのハーフ、「サキュバス嬢（略称は「サキュ嬢」）」「インキュバスボーイ（通称は「淫棒」）」であるという建前で性サービス業を行っている。ただし家系を遡ればサキュバスの血が入っていない者はいない:9。
店内には避妊および病気予防の魔法陣があり、妊娠や性病の心配はないため、発情期のある種族は短期や日雇いのバイトとして働いていることも多い。また、少年誌で連載されているため、漫画版には直接的な性行為の描写はない。同じサキュ店でのレビューであっても、レビュアーの種族によって大きく評価が異なる場合があるのだが、サキュ嬢側も種族特有の感覚が客側とずれていることがあり、そういったギャップも特徴となる作品である。
天原はインタビューにおいて『異種族レビュアーズ』の源流について、『五竜亭シリーズ』という昔の文庫であると述べている。

## 登場人物
声の項はテレビアニメ版の声優。

### レビュアー
スタンク・トライカルコ:101
声 - 間島淳司
人間。黒髪で顔に刀傷がある若干老け顔（三十路ほど）の青年冒険者で、紙巻きたばこを嗜む喫煙家:5、後ろ髪はまとめて短い三つ編みにしている。男性器のサイズは16.5センチメートル。
レビュアーズの筆頭格。エロにかける情熱は熱く、あらゆる種族とエッチをすべく「あらゆる場所に冒険に行く」と豪語しており:27、レビュー記事の報酬は新ただけどな種族のレビューをするために費やしている。シチュエーションプレイの内容によってはトラウマを負うなど、存外にナイーヴな一面もある（小説版第4-5話）。性的嗜好の対象はあくまで人間的なもので、特にエルフのサキュ嬢を好んでいる:5。メイドリーやサキュ嬢も含めて女性から好意的に意識されることもあるのだが、自分に向けられる好意には鈍感で良い雰囲気になりかけても無神経な発言で自ら台無しにしてしまうことも多い。
相当の腕の冒険者であり、仲間と協力して怪物を一太刀で仕留めたり:23-24、危険な火山地帯に魔石を仕入れに行くエピソード:77-78や、ダンジョンを制覇し、数々の討伐を成し遂げて冒険者としてめざましい功績をあげたりしている:64。第33話では「英雄クラスの力を持つと言われながら、日銭稼ぎとスケベな店巡りしかしない無名誉エロ剣士:82」と呼ばれており、冒険者として一流だと評価されている。
戦闘スタイルは剣技。所持しているロングソードは業物で「本来なら上級貴族の家宝」級の名剣だが、スタンクは「剣なんて使わなければ、棒きれと同じ」と言って憚（はばか）らない:69。
12歳の時に大人交じりの剣術大会で優勝した経験を持っている:101。なお、本人は「10何年も前」と語っており、まだ20年は経っていない模様。アニメ第2話およびアニメ第4話のクリムとゼルの会話では「少年時代は武芸大会で大人の騎士をも倒して優勝した武芸の達人で、びしびし鍛えられた名家の子息だったが、親父とソリが合わなくて家を飛び出し、冒険者になった」とのスタンクの過去が語られている。また、漫画69話から70話では、母親が虎獣人で9つの命を持った猫又で最初の8つの命はフラスパの騎士として生きたことが語られている:98:105-106。また、トライカルコ家は逆玉結婚を生業にしている一族であることも明かされている:120。
ゼル
声 - 小林裕介
エルフ。金髪ぼさぼさ髪で:表紙カバー年齢は200歳以上。レビュアーの中では最年長ということで発行責任者として署名している。クロスレビューの順はスタンクに次いで2番目が定位置であり、スタンク同様、必ずレビューを行っている。「エルフでありながら短命種とつるみ、同等のスケジュールで動き、冒険もエロも密度の高い200年の年期を誇る、超、超、超ベテランエロエルフ」と呼ばれている:82。
魔力が強い種族を好む傾向があり、また50歳くらいの人間のサキュ嬢には「内在する生命力が若すぎる人間娘より豊潤だからいい:10」など、スタンクと意見が衝突している。
アニメ版ではスタンクの過去や彼の父に対して言及するなど、過去にスタンク一家に関わりがあるらしい言動が見られる。
冒険者としては弓矢と各種魔法を使った援護を得意とし、アニメ版第1話では緑色の魔力を付与した矢を放っており、同じくアニメ第4話ではアイスニードル（氷の針）を発射する描写がある。低級淫魔に挑む前のレビュアーズに補助魔法をかけたことがある。デミアからデコイ人形を習って使用できる:69-70。
クリムヴェール
声 - 富田美憂
天使。愛称はクリム。両性具有であるが、性欲の旺盛なスタンクたちの前では男で通している:28。一人称は「ボク」。レビューの順はおおよそ3-4番目。容姿は色白の少女体型、ストレートロングの金髪で瞳の色は青:2。背中の白亜の翼で常に浮遊し、白いミニ丈のローブを羽織り黒いスパッツを直履きしている。
欠けた天使の輪は、恥ずかしいと赤熱するほど熱を持ち:30、レビューの分け前を貰って熟考中にくるくると回転する描写がある:21。
天使の輪が欠けてしまい、輪が治るまでの間、「傭兵や冒険者用の雇用形態」で契約してスタンクたちが保証人となり、給仕として食酒亭で働いている。世事には疎く、下界での宗教的風習を知らない。もともと穢れなき体だったが、スタンクたちと付き合うようになってからは、頻繁にレビューをするようになり、第18話では自分から1人でサキュバス店に入店するようになった:80-81。それでもレビュアーの中では屈指のモラリストであり羞恥心も強く、奔放なスタンクたちにツッコミを入れるのが常で、淫靡かつ極端なプレイが行われるサキュバス店ではテンパったり気後れしたりしてしまう。その一方で異種族特有の性質に対しては寛容かつ柔軟。
スタンクやゼルが理解できない「巨眼（Hサイズ）」の単眼種を気に入っており、ドワーフ娘のヒゲに対して「獣人のヒゲと同じ」と評した:61。
天使の特性として闇属性と物理を除く各種耐性が高い。
スタンクたちでは下手に触れると焼け死んでしまう火属性のサラマンダーに抱きしめられても平気で服にも火が点かない。
アルコールに全く酔わず:66、睡眠魔法も効果がない:129ため、第33話ではスタンク達に「属性攻撃は何も効かない、鬼耐性の見本市」と評されている:55-86。
フェアリー専門店では、男性器のサイズが大きすぎて対応できるフェアリーがいないことから対応はNGを食らっている。また、第6話・第7話の「性転換の宿」では、上級者向けのハイエナ娘を選んだことで、レインボーの疑惑を掛けられた:72-75。
魚に憑依していた「水槽のハーレム」に行った後は、食酒亭ウエイターとして運ぶ魚の卵を見て思わず射精してしまったり:127、鬼耐性のために「夢のリピーター」では夢魔の睡眠魔法が効かず、絞め技で強制的に睡眠に墜とされたりしている:129。
小説版1巻では、1度の射精時に放出される精液は大変な量だと描かれている。
両刀使いだが前述の通り、本来両性であるため、クリム自身の感覚としては問題はなく、男女問わず相手の好みは包容力があって凛々しいタイプで、基本的には受け身。両性具有の彼（彼女）がサキュバス店でどのような快感を得ているかは、小説版に詳しい。サキュ嬢の性器に包まれた陰茎が射精すると膣も愛液を出し、膣で絶頂感を得ると連動して陰茎も射精を起こすようにオーガズムがシンクロしている。SM嬢からオナニーを強要された小説版2巻では、自分の男女の性器を両手で刺激して、それぞれの箇所から体液を出して果てた（詳細はサキュ嬢の項のみーと、小説版2巻の項のビホルーンを参照）。
カンチャル
声 - 湯浅かえで
ハーフリング。レビューの順はおおよそ3番目。頭髪は白髪:裏表紙カバー。
エスっ気が強い。また、手先が非常に器用であり、第13話では性人形を自分で作って楽しむゴーレム専門店「性のマリオネット」でシーフの腕前を生かして他のレビュアーが感心するほどの出来栄えのメイドリーを再現したゴーレムを作り上げ:23、その後「性のマリオネット」を気に入ったのか1番のご贔屓の店にしており、カンチャルが常連になってからは、一度作った人形はデフォルトのまま置いておく店のシステムによって、店の売り上げは以前の10倍近くになっている。また、第34話では同店で勇者ユウティと大将軍アマートを模した人形も作っており、デフォルトコーナーに置かれた勇者人形を食酒亭の他の客も使用していたため:100、そのことで勇者らに目を付けられたかと深読みし、覚悟してスタンクとゼルに死後の部屋の整理を依頼している:106。また「性のマリオネット」で特定の人物そっくりのゴーレムの組み合わせが出来るメモ用紙を他人に売っている。だがメイドリーの組み合わせのメモだけは、最悪自分が死ぬかもしれないからと絶対に売らないと決めている。
腕が器用な分、アニメ版ではパペットのディテールの甘さ（アニメ第6話）や、棒読みの娘には演技力不足を指摘して演技指導するなど（アニメ第8話）、リアルさに拘りを持つ性格。第23話のケンタウロス店では腕の器用さを活かし、サキュ嬢を絶頂させた:12,14。
小説版では冒険者のスカウト（斥候）としての腕前も見せており、スタンクやゼルは「サバイバル能力の塊みたいな種族。どんな状況でも体ひとつで生き残るすべが骨身に染み付いている」と高く評価している。
各地に自分たちを真似たレビューが乱立した際には輸送隊ギルドを通して権利料の交渉をした:56-57。交渉の結果、全国に配布するレビュー収入の大部分をギルドに納めることで常連のレビュアー全員がギルドのCランクメンバーとなった。これだけでも定期馬車が無料になったり、ケンタウロスのチャーター便も割引になったりするが、将来的にはギルドランクをB-Aに上げて、遠方にあるサキュバス店に日帰りで行くことを目指す:55-56。
武器は手甲鉤だが、アニメのアバンでは導火線付きの煙玉、もしくは小型爆弾を投擲していた。
ブルーズ
声 - 浜田賢二
右目の上に傷がある犬獣人。レビュー順はおおよそ3番目。体毛はアニメ版だと暗灰色。
大柄でもふもふした毛皮に覆われている。人間より鼻がきくため、サキュ嬢には匂いを重視する傾向があり、500歳以上のエルフを見た目は可愛いが腐葉土をイメージする加齢臭がすると評したり:10、アンデッド専門店ではハズレを引いたりした。なまじ鼻が効くため、「カーマ・スートラ」ではガンダルヴァの香気に鼻をやられ0点をつけたり、刺激臭のする呪詛がこもった薬品による攻撃で戦闘不能になったこともある。
また、犬獣人の体質は現実の犬に準じたものであるため、第5話の「牛乳牧場」では牛乳を飲んで腹を下してまい、同様に精力には自信があるが、第9話の「淫魔の狂喜乱舞」ではスタンク、ゼルと共に死ぬ寸前まで搾り取られた。水気の強い店は「毛がゴワつくから」と好かず、鉄板のお気に入りサキュ嬢は白熊獣人のアイスちゃんである:85。鉄板行きつけの店は「拳とアソコで語れ！肉体言語」である:107。
第33話では「犬獣人でありながら、ライオン獣人並の戦闘力と精力を持つと言われるエロ犬:82」と、こげつき亭で評価されていた。
サムターン
声 - 井上雄貴
悪魔。「海底神殿」や「牛乳牧場」のレビューに参加した。レビュアー順はほぼ4番目。
高貴な貴族風の口調を使い、レビューも古風な言い回しなので魔界では高位の出自なのかも知れないが、詳細不明。闇属性魔法や呪術に関してはゼルよりも詳しい。双角（二本角）で、原作版では肌は青だが:15、アニメ版ではペールオレンジだった。なお、悪魔なので聖属性に非常に弱く、天使のクリムに触れられるとお互いダメージを受けてしまう:123。
ナルガミ
声 - 河西健吾
ラミア。レビュー順はおおよそ3-4番目。
有翼人が好みだが、種族特性（ヘビ）ゆえに出禁となっている:19。「産卵ショー店ホカホカナマタマゴ」:29の常連。猛禽類の有翼人は種族レベルで苦手だが、小説2巻ではドMの友人に頼まれて猛禽類有翼人のサキュバス店をレビューしている。1人で行くのが怖くて、ナルガミに頼まれて一緒について行ったスタンクやゼルからは、「いっそころせ」とレビューした、死ぬ程の恐怖を体験したナルガミの健闘を労ってエールを差し入れた。猛禽類やマングース程ではないが、猫獣人を苦手とする:118。
ルルゥ
声 - 七瀬彩夏
フェアリー。容姿は金髪のショートで紫の瞳、とんがり帽子を被って魔法少女のような、先端に星のデコレーションが付いたマジカルロッドを持ち、ギザ裾でミニ丈のフェアリードレスを着用している。衣装はブーツを含めて白と若草色で統一されている。背中にはシジミチョウのような翅があり飛行可能。
個人としての性癖だが、地味子好き。アラクネは生理的に不可とする:118。「森の幸病」を起こしたゼルをマイコニド（茸亜人）:4の森へ先導した際に、同サキュバス店「男のキノコを天国へ…」にも案内し、おごってもらうついでにレビュアーとしても臨時動員されている。なお、本人は「男のキノコを天国へ…」を気に入ったらしく、個人的に同店を再来訪している。アニメではルルウと表記される。
デリベル
声 - 上田燿司
ヴァンパイア。公爵だが領主として仕事をしていたのは1,500年前で、爵位はほとんど形骸化している:82。食酒亭から手ぶらでも2日（手ぶらでないなら9日:72-73）かかる郊外の城で、数10年単位の眠りについており、定期的に新品の棺桶や好みの美術品を届けるようゼルと契約している。城の近辺にハーレムを兼ねたアンデッド専門サキュバス店「ネクロワイフ」を置いており、ゾンビ・幽霊・スケルトン・キョンシー・女吸血鬼が所属している。淫魔店に早く寄りたいスタンクとブルーズは直ぐに帰還しようとしたが、この店を存在を知って足を止め、約30年ぶりに起きたデリベルを臨時レビュアーに加えてアンデッドのレビューを書くのだった。
元人間であり、マナの把握は出来ないため、自分では見た目以上の老化感覚はわからない:79。

### サキュ嬢
エルマ
声 - 小山百代
淫魔店「エルフのおやど」所属。エルフのサキュ嬢。500歳を超えているが人間の間では人気。最初に登場したサキュ嬢でスタンクの一推しだが、他種族からは「マナが腐っている」「加齢臭がする」と人気がない。
コミックス第2巻収録のサキュ嬢人気投票で名前は判明し、投票者が全員人間だったために第2位を獲得している。金髪ロング（小説版だと、綠髪ロング）に赤い瞳、オレンジ色のスリングショット姿（アニメ版）で、露出度が高い。アニメ第3話では「性転換の宿屋」のデリバリーカタログにも載っていた。
ミツエ・オノダ
声 - 八百屋杏
齢（よわい）50を越える人間のサキュ嬢。ゼルの一推し。スタンクの一推しであった500歳のエルフサキュ嬢エルマとの比較対象となり、これが彼らがレビューを書くきっかけとなる。
第1話に登場のモブだがアニメ版では扱いが大きく、ゼルが何度もミツエの店へ足を運んだり、オープニング映像には「スナック ミツエ」という店舗まで登場し、エンディング後のCパートに「ミツエの部屋」なるコーナーまで設けられており、本来登場しないはずのアニメ第2話以降にもレギュラー出演している。
漫画版の第38話では、水揚げの相手がゼルだったことが明かされている。
みー
声 - 礒部花凜
淫魔店「ニャンニャン天国」所属。猫のような外見をした猫獣人のサキュ嬢で、クリムヴェールの（男女双方の）初体験の相手である。彼女を相手にしたクリムの筆おろしは小説版1巻で描かれており、みーの女性器に挿入した瞬間、クリムは童貞喪失と中出しを同時に体験。彼女は自在に動く尻尾の先でクリムの女の子の部分を探り当てると、既に興奮で濡れていたそこへ挿入してしまう。尻尾の抽挿でクリムが女の子のオーガズムに達する度に、勃起中の巨根にも快感が連動してみーの膣内で射精し続けた。
コミックス第2巻収録のサキュ嬢人気投票で名前が判明。この人気投票で第3位を獲得している。
容姿は赤毛のストレートロングに赤い瞳。アニメでは「性転換の宿屋」のデリバリーカタログにも載っていた。第1巻店舗購入特典の名刺に登場する。「ニャンニャン天国」では本来、客の精液を飲むプレイは別料金であるが、風俗初体験+女性初体験で可愛かったクリムへのサービスで飲んであげた。みーがたっぷり飲み込んだクリムの精液は、ヒトのそれ同様に粘り気があり、甘い味で美味しいとのこと。
アロエ
声 - 日笠陽子
フェアリー専門のサキュバス店「花蜜」の店長兼受付嬢。店に所属する嬢たちのNGサイズに対処するために初回登録と称して客のモノを計っている。容姿は灰色の瞳に淡緑色の髪（アニメ版）。
煙管を携えた喫煙者で目の下の隈がキツく耳にはピアス、身体に赤いタトゥーや腹に淫紋のような模様（アロエによれば淫紋ではなくファッションである:124）も入れているなどヤサグレた感じが強い、やり手ババア（遣手婆）。ルルゥと違って翅はトンボ風の透明タイプで、端にはかぎ裂きが入っている。身長30センチメートルほどのフェアリーだが、グラマーな体型で露出度が高い。
レビューの影響で客足が増したこともあって、新年で嬢にあぶれたレビュアーたちに夢魔による記憶リピート店「夢のリピーター」を紹介した:96。満足できなければ自分がサービスすると言い、戻ってこなかったレビュアーたちが満足したと判断した際には少しだけ残念がっていた。
コミックス第2巻に収録された読者投票企画「サキュバス嬢総選挙」では、受付役でサキュ嬢でもないのにトップに選ばれていた。本人曰く、長さ8cmまでしか相手はできないものの、時折本人も客を取っているそうだが、スタンクたちからは「嬢じゃない」「つまみ食い」と評された。第1巻店舗購入特典の名刺に登場する。
小説1巻では召喚嬢としてピルティアとともに登場している。
56話ではスタンクが即席淫紋の効果を試すためにアロエを指名し、お互いに身体の相性が良すぎるのではないかと感じたが、淫紋のせいだと思い直している。
エルザ
声 - 小市眞琴
淫魔店「性転換の宿屋」でクリムが指名したハイエナ獣人のサキュ嬢。青髪のイケメンでワイルドな感じの女性であり、かなりの巨乳で一人称は“俺”。デニムのショートパンツにマイクロビキニのような面積の小さい黒ブラを付け、乳首の突起が着衣越しにも見える。ハイエナの性器が特徴的なため上級者向けとされるが、受け身なクリムは大変満足した様子:72-74。
漫画に於ける「性転換の宿屋」の回には数コマしか出てこないが、小説版およびアニメ版の同エピソードでは見せ場が増えている。クリムの女の子としての初体験は、猫型サキュ嬢に尻尾を入れられたのみだが、男性器に相当する大きく硬い異物はエルザが初めて挿入している。アニメ第3話では、女体化したクリムの性器内に正常位で抽挿を繰り返し、歯を食いしばって射精するかのようなリアクションで果てた（ハイエナのメスにある陰茎状の突起に射精管はない）。
夢魔の淫魔店「夢のリピーター」では、クリムが抱くイメージから再現されたエルザが登場している:97。このエピソードに該当するアニメ第12話では、自分は中性だと申告したクリムをベッドに組伏して凄い腰使いで感じさせたあと、後ろからクリムの腰をつかんで、立ちバックで交わった。コミックス第2巻収録のサキュ嬢人気投票で第6位を獲得。アニメ第9話のサキュバスムービーではピルティアと共に出演している。56話で再登場し、所属する淫魔店の名称が「サバンナの風」であることが判明。淫紋を付けたクリムヴェールの相手をした:118-120。
ピルティア
声 - 井澤詩織
淫魔店「性転換の宿屋」に出張してきたハーフリングのサキュ嬢。なお、同店は女魔導士デミアプロデュース店の一つ。
初々しい新人だがスタンクより年上。容姿は小さくて可愛い色白肌、髪色は薄い紫。少しエスな一面もある:70。小柄な体格のためコスプレのデリバリーサービスが大変人気:88。小説1巻では召喚嬢としてアロエとともに登場している。また、アニメ第9話のサキュバスムービーではエルザと共に出演している。
ティアプレート
声 - 高森奈津美
火山地帯にある淫魔店「女体焼肉火竜」所属。サラマンダーのサキュ嬢。女体盛りで食材を焼くが、火力を落とすのは無理。本来は火耐性がある種族向けのため、食後に別室で抱けたのはクリムのみで、レビューはなかった:86。なお、本編のエロシーンは「少年誌の表現の限界」により、メイドリーの水浴びシーンに差し替えられている。
メイドリー人形
声 - M・A・O
第13話に登場するカンチャル製作のパペットゴーレム。正確にはサキュ嬢ではなく、魔導具扱いのアイテムだが紹介の都合上、こちらへ入れる。
淫魔店「性のマリオネット」でレビュアーの相手用に都合4体が製作された。メイドリーを模したゴーレムだが、アニメ版では瞳の色は各々違い、これが外見上の識別ポイントとなっている。核に宿った性格は瞳が赤の「エロメイドリー」がスタンク。瞳が青の「癒やしメイドリー」がゼル。瞳が黄の「ドMメイドリー」がカンチャル。瞳が紫の「ウブメイドリー」がクリムヴェール用となっている。これが原因で後に制裁事件を起こすのだが、その顛末は「メイドリー」の項を参照。
出来がよかったので店のデフォルトコーナーに置かれたが、客の手により短期間で魔改造が行われて原型が残らなくなった。しかし、内、1体は小説２巻でガラドリーとなって騒動を引き起こしている。
アイス
声 - 榎吉麻弥
淫魔店「北極の奥さん」所属。ブルーズの鉄板のオキニで白熊獣人のサキュ嬢。:85。本人ではないが、夢魔の淫魔店「夢のリピーター」では、再現されたアイスが登場する:99。しかしブルーズは本物のアイスとの思い出が増えないなどレビュー内で冷静に分析する:101。52話では淫魔店「北極の奥さん」所属であることが明らかになる。
カジー:90
工房街にあるドワーフ専門店「肉刀研磨工房」所属のサキュ嬢。名前は7巻55話より。ドワーフだが、顎ヒゲのみを伸ばして三つ編みにしている。気に入った客の注文ならそれなりに高額な武具の手入れから素材の加工まで格安ないしロハで請け負っている。
チボ
世界でも最高ランクと言われるサキュバス:5-7。フラスパ教からの紹介でゲンマやスイショウと共にデミアたちの研究に協力する。天使の能力をコピーして見せた際:8-12には輪の欠けていない天使を認識できたため、遭遇したクラエルの初体験の相手となった:15-21。
世界最大のサキュバスタワー統括管理をしており、その収益はフラスパ教最大の財源ともなっているほか、「種族別エッチ手順マニュアル」も手掛けており、新たに天使に関する手順を書き加えている。
フデロシ:119
スタンクが過去常連だった店「選り好みの宿」に在籍するサキュ嬢。エルフの女性。スタンクの実家でメイド（サキュ嬢兼任）として働いていた時期もあり、彼の初体験の相手。スタンクがエルフ好きとなった理由と考えられる。スタンクの過去話の回想などでもよく登場する。

### 食酒亭関係者
メイドリー
声 - M・A・O
食酒亭のウエイトレス。ミニ丈のメイド服姿をした有翼人の女性で、人間と同じような手を持っているが、背中には空を飛ぶための白い翼が生えており、足は蹴爪になっている。瞳は赤。栗毛のヘアスタイルは側面が跳ね上がっている独特の髪型。なお、服に隠れているが尻には翼と同色の尾尾もある:83。左太股にガーターリングを填めてペンを差している。
食酒亭ではメイド服で給仕に飛び回っており、第2話の表紙ではスタンクやゼルが下から見上げて下着を覗いていても気にせず:13、第27話ではスカートを穿いたまま蹴爪でハイキックしている:102。スタンクたちのいかがわしい記事には「不潔、最低」などと言い、セクハラ発言・行動には実力行使で対応する。特にゴーレム店で自分を模したゴーレムを使ったと知った際にはスタンクらを手加減抜きで制裁したが、時にはスタンクたちの身を案じる様子も見られる。
食生活は鳥そのもので、60話の食レビューでは好物をミミズごはんと記し、店の客から引かれていた。
ツタ
声 - 前川涼子
食酒亭の女将兼シェフ。植物系のアルラウネで、外見は妙齢な女性だが実年齢は語られていない。下半身から腕として使える多数の触手（枝）を出して同時にいくつもの調理をこなしている:77。触手はかなり伸びて、そこから咲く紫色の花は発声器官があって他者と意思疎通可能:77。これとは別に綠髪の頭部にも花が咲いている:45。
クリムなどの従業員や冒険者を必要な物品買い出しの使いに出している。面倒見は良いが給金は「働いた分だけ」というシビアなところもあり、クリムヴェールは生活費を稼ぐため、一時期レビュアー業を停止して給仕に専念する羽目に陥ったこともある:45-60。クリムを始めとするレビュアーが輸送隊ギルドCランクメンバーになった際、輸送費の削減効果からレビューにクリムを連れ出すことに寛容になり、「意外とゲンキン」とスタンクたちに評されている:57。後にギルドがAランクになったことを知った時には、スタンクらにたまりに溜まったツケと家賃を回収させるために食材調達を依頼している。
生きる栄養を地面から採れるアルラウネの種族なので、シェフでありながら口から固形物を食べる意味がわからないと言っている。彼女は味そのものがわからないので、教わったレシピを変えることは全く無く、自身が作った料理を、他種族のシェフと味見をしあうことですり合わせている。本人によると冒険者用の基本薬の調合と変わらないとのこと。テレビアニメ Blu-ray第1巻のブックレット用に作者が描き下ろした短編漫画で、女性向けのエッチな店に行く姿が描かれている。

### 悪魔党
デスアビス
声 - 五十嵐裕美
悪魔族の女性。現魔王で悪魔党の党首。頭に角、銀髪で黒ビキニをまとった幼児体型だが、身長は8メートルくらいある。第5話の選挙演説で初登場。「魔導技術の発展で生活の向上」を公約に掲げるが、悪魔族の一般的評価もあり落選。悪魔の翼は持っていないが、アニメ版では飛行能力を見せている。悪魔族のイメージについて「他種族がいい加減な契約をし続けた結果」と不満を漏らしている:81。異世界転移者から聞いた技術に興味を持っている。
金策に奔走しており、第33話ではこげつき依頼の一つであるモンスター退治で、金利権を入手して魔法研究費に充てるのを目論んだが、スタンク達に先を越されて企みは潰えた。
デモンツー
声 - 伊丸岡篤
悪魔党広報担当。悪魔族の男性。デスアビスの部下。悪魔族の一般的な認識・評価を向上させるためにスタンクたちにレビューの依頼と悪魔族サキュバス店「悪魔の穴」を紹介した。後に遅ればせながらレビューが発表された際にも100年単位での意識改革を想定して活動していることを語っている。
アニメ第2話では緑色の体色を見せ、スタンクから「○ッコロもどき」と揶揄されていた。選挙の参謀としてデスアビスと併走飛行する姿も見せている。瞬間移動も可能。

### デミア関係者
デミア・デュオデクテット:32-33
声 - 山村響
世界最高位と評される女魔道士で、「継承の魔女」の12代目の継承者:32-33。デミアのデコイから魔法の講義を受けたゼルは「これまでの魔法概念がひっくり返るような世界最高レベルの授業、普通に習ったら何十万Gかかるかわからない」と評した:109。容姿はとんがり帽子を被った巨乳の美人で、デコイが多数存在するが、本体はギョロギョロと動く目玉が複数付いた衣装を著ている:113。
内外問わず多くの弟子を抱えており、研究費などに困っている者たちにサキュバス店で稼ぐことを勧めており、性転換の宿屋に性転換薬を提供:71:89したり、ローション魔法専門店をプロデュース:89したり、バジリスク専門店に邪視を完全シャットアウトする魔力眼鏡を提供している他、魔法都市では自らをコピーしたデコイ人形を使った店:98-100、「デミア魔法具店」:43をプロデュースしている。
その一方で、プロデュースした店の客から遺伝子情報を転送魔法によって手元に取り寄せて研究して:112-116:129おり、クリムの体液:113-114や天使の輪の欠片を手に入れて実験もしている:37-40。
アニメ第10話に登場した彼女のデコイ人形とスタンクの会話によると、食事を摂取する必要はないが、体内に魔法をかけてあるため食べるふりは可能で、”色と苦みをつけた形”として肛門から出せるという。デコイ人形の口淫で射精したクリムの精液が、デミアの研究室の試験管に一瞬で溜まる描写があり、これが前述の転送魔法である。
魔導重視という共通点から魔王デスアビスとも情報交換する仲:82-85:89-90で、異世界転移者が話していた飛行機の再現は可能かというデスアビスの質問に、この世界で飛行機を飛ばしても魔素の壁に耐えられずに爆発するから再現不可能、運用できそうな技術は蒸気機関と答え、使えるかどうか定かでない魔素の全くない世界の技術を真似るより、こっちの世界に合った新技術を開発すべきと主張する:82-83。
自由気ままに生きているが:40、不気味に笑いながら研究を進める:113-116マッドサイエンティストの一面もあり、その最終目的は今のところ不明。魔法都市での市長選でデスアビスが当選したことによる、お礼としてスタンク達に輸送隊ギルドのAランク証明品を送っており、見返りに定期的にクリムに自身の元へ検診に来るよう言っている。
ティエス
声 - 前田佳織里
第6話に登場。デミアの弟子。「性転換の宿屋」の受付。召喚魔術に長けており、召喚魔で性転換状態で宿から抜け出そうとする客を取り押さえている。なお、本人の性別は内緒とのこと。
テレビアニメ Blu-ray第1巻のブックレット用に、作者が描き下ろした短編漫画にも登場。デミアとの会話で「ひとりエッチは男の体で済ませ、寝る時には女の体になる」と明かしている。理由は、男の体だとオナニーが楽な上に射精が済むとすぐ落ち着き、女の体で目覚めれば朝立ちのような面倒くささがないから。（オナニーの）オカズは男女どっちを使うの？ とデミアに聞かれ、「どっちもイケます」と答えた。この漫画で性転換薬を飲んで男性化しているので、基本の性別は女性と察せられる。
ソール
第24話に登場。デミアの弟子。サキュバス店「水槽のハーレム」の店長。丸眼鏡でオタク気質の暗い雰囲気をもった女性。元々の趣味であるアクアテラリウムを仕事に生かしている。
元は魂の憑依や融合の魔術を研究する施設だったが研究費用が足りずデミアに相談をした所、彼女に勧められて研究所をサキュバス店とすることで研究費などには困らなくなったが、ときおり自身を顧みて悩んでいる:表紙。
ドゥティーター:125
第57・62話に登場。名前は8巻オマケ漫画の２コマ目（125ページ）より。デミアの弟子。サキュバス店「忘却の館」の店長。魔女帽以外は辛うじて乳首を隠す程度のトップとパンツだけというスタイル。店員も含めて童貞の初々しさが好みで記憶封鎖の魔法陣で客の女性経験を忘れさせて疑似初体験プレイを行う店を営んでいる。その手の魔法が無効なクリム以外は記憶が戻ったとたんに恥ずかしさで悶絶し、低得点を付けたうえで自分たち以外のレビュアーも道連れにした。62話では記憶の一時改竄を種族ごとの禁欲時期に合わせた「ご無沙汰な感覚」を楽しむ店も開いた。
ゲンマ
量子魔導学の専門家。フラスパ教会から要請を受けて妻のスイショウと共にデスアビスの研究チームに参加する。
スイショウ
ゲンマの弟子であり妻の単眼種。10話ではスタンクたちに単眼娘のレビューを依頼しており、貧眼に悩んでいたがレビューを見て師匠であるゲンマに告白。28話ではフラスパ大聖堂で婚姻の儀式を行っている:118-121。フラスパ教会から要請を受けてゲンマと共にデスアビスの研究チームに参加する。

### フラスパ教関係者
ユガミエル:20
赤毛オカッパ、モブ顔の天使。フラスパ大聖堂で異種族婚姻の奇跡:121を受け持つ天使の1人。
地上で自由に遊びたいと望んでおり、天使の輪が欠損したクリムを見かけて大聖堂の裏手に呼び出し「このクソな輪をどうやって割った」と尋ねてきた:123-124。輪の壊し方と直し方は表裏一体ということでクリムと互いに何かあったら報告し合うことになっている:11。第37話でデミアに目を付けて接触するが、その際数々の極秘情報（デミア曰く「知ったことを知られた時点で即刻極刑レベル」）を平然と漏らしたため彼女からは｢頭がおかしい｣と警戒される:41。
クラエル
魔王デスアビスを監視しているツインテールの天使。ユガミエルの後輩:17-20。クリムから採取した遺伝情報をコピーして天使を視認できるようになったチボに手籠めにされた:15-21。
女神
神族。床に座り、膨大な髪の毛を垂らした後ろ姿だけで顔や身体（服装）は描写されないが、素足である:5,12。
「くしゃみ」でクリムヴェールの天使の輪を壊した張本人。第29話時点で眠ってしまい、暫くは起きないので:12、クリムヴェールの救援要請は報告不可になっている。
下界には一切干渉せず、世界が滅びるまでを観察しその後はその原因となったことを取り除いた世界を始めるということを繰り返している。
ユウティ・ペペ
女勇者。第27話に初見参するが、本物が話に絡むのは第34話からである。元の種族は人間だが、神の加護により半神半人（デミゴッド）となり、ハイエルフ並の寿命と地上最強の個人戦闘力を持つ:97。超上位種の犯罪者討伐を主に担当している:97。姿は赤い瞳、緑のショートヘアと同色のレオタードに身を包んだ少女。アマートと共に誰もがその顔を知る有名人。「天使様を騙りエロ記事撒き散らす不届き者の粛正」という任務を受け食酒亭に赴くが、クリムが本物の天使であったため引き下がる。
堅物でフラスパ教がサキュバス店を支援することやクリムがレビューに参加していることについてはよく思っていない。
食酒亭での注文は「白ワニテール焼き」「黒ボアステーキ」「ウインナー山盛り」と肉尽くしであった:95-96。
アマート
フェンリルの男性。獣人型で見上げるような巨体。甘党のようで食酒亭ではパンケーキやフルーツなど甘味類を注文していた:95,97。フラスパ教会軍大将軍。この世界の軍部のほぼ全てはフラスパ教会の管理下にあり、地上最大の軍隊を束ねる存在:96。種族間戦争の仲裁や巨大犯罪組織の殲滅など、幅広い組織的な犯罪鎮圧を主に担当している:96。
ユウティと共にレビュアー粛正に食酒亭に赴いたが、クリムが本物の天使だったためここは法王猊下の判断を仰ぐべきとユウティに進言する:104。
アマート曰く「我々が天使様に逆らえる道理など何一つ無い:105」と断言しており、フラスパ教会にとって天使は絶対的な存在であるらしい。

### その他
ミミロ
声 - 小橋里美
「産卵ショー店ホカホカナマタマゴ」の受付嬢兼用心棒。有翼人だが、腕が完全に翼と化した猛禽類型のミミズクであり、主要な客であるラミアに対しても天敵として苦手意識を持たれている:126。目はまん丸く見開いて表情を変えずに、首の可動範囲を広さを見せる:30-31。羽毛や髪はベージュ系だが、前髪に紅いメッシュが入り、瞳の色は紺色。顔には雀卵斑（そばかす）がある。名は漫画第2巻店舗購入特典の名刺に登場する。小説版では双子の妹ミミルが別店舗のサキュ嬢として登場する。
ウリゴ
声 - 村中知
淫魔店「おかしらのアジト」の店長。右目に刀傷が目立つ、褐色肌のワイルドなエルフ:91の女性で、ビキニアーマーと大ぶりの片刃戦斧で決めている。
スタンクと「拳とアソコで語れ！肉体言語」で再会して、強者に執着するアマゾネスたちにスタンクが付きまとわれるのを回避した:103-106。
ドン・テーキ
第5話に登場。オーク党の党首であり現国王。オークの男性。オーク党の政策は食料自給の優先や減税を行いながらサキュバス街にも予算を回している。
オーク党は「発展より安定を、労働より安眠を、いっぱい食って寝て遊んでヤろう」と、生物としての安楽な幸せをモットーとしているため、大多数である庶民層に圧倒的な人気がある。
アークメイ
快楽神経魔導の権威。31話ではサキュバスムービー内にて快楽神経接続職人として登場する:46-52。53話では即席淫紋を発明したことで即席淫紋の母と呼ばれている:60。サキュバス達にはアイドルのような人気がある:129。もともとは愛玩パペットに性感帯を取り付ける研究をしていた魔女で、80年前にゴーレムが神の奇跡により結婚可能な種族に認定されたことで、教会の援助を得てゴーレムやパペット種の表情開発や性感作成の研究を進めた:26-29。先代の「継承の魔女」とも親交があった:24。
リコレ
星天術士の女性。性格はクソ真面目。
魔法都市の市長だった:26が、58話から行われた市長選ではデミア魔導具店を規制しようとしたことで男性達の反発を買ったこと、対立候補として出馬したデスアビスが耐性リングの実績でまっとうな魔導士達から高い支持を受けたことで落選してしまう。
ドケスベ
人間の呪術師で昔のゼルのサキュバス店巡り仲間:36。死後の遺品整理をゼルに任せるようエルフの妻に遺言していた。呪術部屋にスケベな人形をはじめ、多数の呪術やエロ本、映像クリスタルを溜め込んでいた:28:37-38,52。

### 小説版にて登場した人物
ガラドリー
小説2巻に登場。愛称はガラちゃん。ドール・パペット・ゴーレムによるサキュバス店「性のマリオネット」でカンチャルが作ったメイドリー人形の1体。スタンクがプレイしたボディがデフォルトコーナーに置かれている内に改造がなされて、褐色肌角付きラミア風ボディになっていたところをピュグマリオに盗まれて特殊な核を埋め込まれた。スタンクらは遺失物（店の備品）として彼女の探索を同店から依頼される。一人称は“ウチ”。自分はお店の所有物で、男の人と‟えっちなこと"をするために作られた存在だと思い出してショックを受ける。
紆余曲折の果てに、自身のモデルであるメイドリーと会い、なごやかな会話を果たした後に「性のマリオネット」へ戻ってくる。盗み出したピュグマリオは罰せられることになったが、彼女に非はなく、ボディと核が融合してひとりの人格を得てることから、本人の希望で初心者向けサキュバス店で働くことになる。純潔な魂を宿した彼女は、ダーリンと呼んで慕っていたスタンクを自分の最初の客として迎え、股間に取り付けた新しいマジカルホールで初めてのセックス、初めての快感、初めての“中出し”の感動を得た。
チミナ
小説2巻に登場。ドワーフラビット専門店「みんなでぴょんぴょん」に在籍するアナウサギ獣人のサキュ嬢。ウサギのように長く大きな耳が生えている。同店に勤務しているのは全員成人だが、体躯が小さい未成年の少女っぽい外見なので、合法ロリのサキュバス店である。年中発情期というウサギの獣人だけあって、可愛げな口調で下品な下ネタを連発しながら、あどけなく無邪気に男性との性交を求める。人間の男性と向かい合うと、自分の胸の位置が男の股間に相当するので、男性器を乳房の間に挟んだまま、上下にぴょんぴょん飛び跳ねて、胸の谷間で男根をこするパイズリを行なう。
局部の入り口はヒト族の鼻腔ほどに小さく狭いものの、大きな男性器を受け入れる際には驚くほど広がってスムーズな挿入が可能。男性客とは騎乗位で性交し、自分主導で上下に激しく動きながら、だらしない顔で涎をたらして快感に達する。身体つきが小さいだけに性器内のキャパも僅かしかなく、男性が中で射精すると瞬時に膣内が満杯になってしまい、精液で内部はぬるぬるに。性欲がすぐには収まらないことから、連続して３～４回のセックスで、スタンクはどうにか彼女を完敗させた。
ミミル
小説2巻に登場。猛禽類の有翼人専門店「ミネルヴァ」のミミズク型サキュ嬢。別店舗に務める妹（詳細は 登場人物・その他 のミミロを参照）同様、鼻の周りにソバカスがあり、瞳が大きく愛嬌のある顔をしている。人間の成人女性と同じほどの体つきで胸はグラマラス。有翼人の女の子は産卵と排泄を兼ねた総排泄孔を性的サービスに使うため、前のめりで腰を落とした姿勢で尻を突き出し、背後から直腸で挿入を受け入れる。基本料金の中に総排泄孔手洗いサービスが含まれ、希望する客は行為前に孔の中を洗浄できる。
排泄孔は挿入されるための構造じゃないとミミル自身が言うように、行為自体はアナルセックスであるが、「嫌いならこんな仕事をしていません」と語るほど、尻での性交が気持ちよくて大好き。男根を出し入れされると快感で膣のように内壁が濡れ、排泄器官で感じてしまう背徳感の中で、孔内と全身を痙攣させながらオーガズムに達する。排泄孔で繋がっている背後の男性の性感が高まって来ると、フクロウのように首を後方に180度回して相手とキスをする。これは「キスしながらイクと気持ちいいですよ」という彼女の自論のもと、自分の直腸奥で男が精液をより多く気持ちよく出せるよう、射精中に口内でも唾液（体液）交換をするための自主サービス。
ロゼ
サキュバス店「ナマイキ赤ずきん」に在籍する小柄なサキュ嬢。赤い帽子に赤いワンピースを着た、血染めの妖精レッドキャップと呼ばれる矮小族。他者をいたぶり、嘲る強烈なサディスト属性の小妖精だが、つまるところ生意気なメスガキである。ワンピースをめくりあげると下着は履いておらず、股間には陰毛がなくツルツル。スタンクを逆レイプで見下すために騎乗位で罵詈雑言を浴びせたり、腰を浮かせて性器から少し出た陰茎を指で弾いて「おじさんの雑魚ちん」呼ばわりしたりするものの、下から激しく突き上げられているうちに次第に感じてしまう。余裕がなくなってきたところへ正常位で組伏されて獣のような喘ぎ声をあげると、「クソザコレッドキャップなのに盾ついてごめんなさい…嫌いにならないで」と目を潤ませて従順になった。
仲間内の結束が高いレッドキャップは他種族に攻撃的な反面、絶頂に達し続けると相手を同族の男と誤認して、しおらしくなる通説があるという。完全に屈服した美少女のロゼは今までの態度を豹変させ、両手両足でスタンクにしがみつきながら中出しを懇願すると、結合部から精液が溢れ出るほどの射精を受け入れる。その後もプレイの制限時間いっぱいまで快感を与えられ、おじさまのスタンクから思い知らされた。
ヴィルチャナ
小説2巻に登場するアシュラの男性。腕利きとのうわさを聞いたスタンクに勝負を挑む。脳筋で街中で刀を抜き憲兵にしょっぴかれること数回を経て、決闘を取り付けるもスタンクに敗北。ピュグマリオを追うスタンクたちに同行してサキュバス店を体験し、臨時レビュアーとしてにレビューを書くようになる。
「ナマイキ赤ずきん」で遊んだ際、（これまでのサキュバス店では女性器の挿入がなかったのに）レッドキャップの少女を相手に童貞を喪失して、精液をびゅーびゅー出したらしい。プレイ最後までスタンクのように主従の立場を逆転できず、生意気なメスガキ配下の豚になってしばらく店にいたが、その後は小説2巻の第7話で彼がどうなったか顛末が語られる。
ビホルーン
小説2巻に登場。千里眼を持つ一族のギャザー専門店「見つめてサディスティック」に勤務する多眼族のサキュ嬢。左右一対の目の他に、額に第三の目があり、背中から生えた複数の触手の先端にも魔眼がついている。ガラドリーの居場所を占ってもらおうとクリムが指名するが、Sっ気のあるSM嬢の彼女が占いの交換条件にオナニーを命じたため、仰向けになったクリムは右手で巨根をしごき、左手の指を女性器に入れて刺激する。精液と愛液を同時に放出するクリムの絶頂を見届けたビホルーンは、大きな男根のサイズに形成した触手をクリムの中に挿入して悶絶させた。
ピュグマリエ / ピュグマリオ
小説2巻に登場。リビングウエポン・魔法生物専門サキュバス店「ラブ・ブリンガー」を経営する魔導士の女性。大魔導師デミアの高弟という触れ込みだが、実際は実家から大金を持ち出してデミアのデコイ人形から学んだだけ。研究は一足遅れな上に他人の迷惑を考えない性格で、サキュバス店には史上最低のオール0点が付けられた。魔改造されたメイドリー人形を盗み、自作の核を埋め込んでガラドリーを作り出す。もとは男性だったが、性転換薬の失敗で女性化したまま元に戻れなくなったと本人が話している。男だった頃の本名がピュグマリオで、ピュグマリエは性転換して女になってからの名前である。
気化した発情薬を吸い込んだ雄馬に服を喰い千切られ、いつも軽口を叩いて人を煙に巻いてるいる彼女が「無理、絶対入らない死ぬわ」と狼狽するほどの馬のペニスを挿入されてしまう。その後、発情馬との激しい交尾を終えてヘロヘロになっている所を、カンチャルによって連行された。

### アニメオリジナルの人物
レギュラーモブA、B、C
声 - 石谷春貴（A）、山本祥太（B）、小林大紀（C）
アニメ版で食酒亭に集う、三名の冒険者達。モブだがレギュラーと記されている通り、毎回出番があって掲示板前でレビューを読み、その内容を議論するのが主な役割。アニメ第3話では彼らの会話がレビュアー陣を「性転換の宿屋」へ遠征させるきっかけとなり、第4話では玉砕して戦線離脱したスタンクたちを、風車に突撃した戦士を例えて哀悼の乾杯をしていた。
モブDTを「童貞」呼ばわりし、語尾が「-だっちゃ」の赤毛一角人がモブA。ホーンドヘルム（角付き兜）を被り「-だべ」口調で話すドワーフがモブB。同じく語尾が「-っス」で、茶髪の若い狐獣人がモブC。メンバー全員が男性。ニコニコ生放送のキャラクター投票では、レギュラーモブ（モブDTを含め）4人組はクリムとブルーズを除くレビュアーよりも上位になっていた。
レギュラーモブDT
声 - 興津和幸
食酒亭に集う冒険者の一人で、青肌の竜人もしくはリザードマン系の男性。童貞で掲示板に貼り出されるレビューを読み、来たるべきに備えて「勉強になります」「また一つ賢くなりました」と常に感心している。役割はレギュラーモブの一員でDなのだが、「モブDT」との役名になっている。他のレギュラーモブたちからは「インテリ」呼ばわりされている。第12話では羽根を生やして魔法使いとなる。
オーキナ博士
声 - 梅津秀行
「オーキナ博士のおもちゃ屋さん」店主の高齢男性。Cパート「オーキナ博士のサキュ嬢講座」に登場し、男女問わず大人のおもちゃの置かれた屋内で、卑猥な連想させるクイズを出題。悪魔党党首のデスアビスの落選報告をした。

## 作中用語

### 用語
サキュバス店
サキュバス嬢が働く風俗店。店舗が複数集まるとサキュバス街と呼ばれる。後述の通り、店内には義務として必ず魔法陣が配され、妊娠や性病などの心配をせずに安心してえっちな行為に励むことが出来る。またサキュバス店の従業員は成人女性に限られるため、外見はロリ系でも合法である。
サキュ嬢
エロい仕事をしている嬢のことで「サキュバス嬢」の略称。サキュバスはそういう種族なので、エロい仕事をしている嬢はみんなサキュバスとのハーフという建前になっているが、作中世界ではサキュバス以外の種族であっても10数世代遡ればどこかで混血しているとのこと:9。
店舗営業以外に召喚魔法を利用した召喚（デリバリー）嬢制度もあり、転移の魔法陣で召喚する高級嬢もいれば、念話魔法で呼び出すと歩いてくる安価なサービスもある。呼び出すまで顔が分からないため、チェンジも可能だが、やり過ぎるとトラブルの原因になる。「性転換の宿屋」ではデリバリーカタログが予め用意されている。
インボー
インキュバスボーイの略で、サキュ嬢の男版:67。大半は女性向けでイケメンホスト系だが、中にはガチの「男性向け」もいる。その中で1日に5人以上相手が可能な者は淫乱棒、男相手でも女相手でも問題なくいける者はレインボーと呼称され:67、共に高待遇で募集している。アニメ版第3話ではこの両者を兼ねる者はレ淫棒と呼称され超高待遇で募集されている。
食酒亭（しょくしゅてい）
スタンクらレビュアーが集う酒場。中央街:128なる名のサキュバス街が充実する円形の城塞都市内にあり、店主とシェフはツタ。給仕はメイドリーとクリムヴェールで、彼らは店の上階に住み込みで働いている:77:27。宿泊施設も存在するが、連れ込みはメイドリーが許可しない:25,42。
店の構造はアニメ版では尖塔付き二階建て（中二階が存在）＋屋根裏部屋付きで一階が店舗。中二階より上が居住スペースになっている。天井はメイドリーやクリムが飛び回れる高さがあり、フェンリルなど大型の種族にもある程度の対応が可能。店内にはテーブル席や立席、頭上には天井扇が回っており、冒険者用の掲示板かある。出入口にはウエスタン・サルーン風のスイングドア、窓にはステンドグラスが用いられている。看板は正面に「食酒亭」と描かれたファサード看板と、加えてアニメ版では、側面に店名のスペル「S」を描いた吊り下げ看板が下がっている。
マジカルホール
大人の魔法グッズ店で売っている、伸縮・吸引・締め付けなど単純作業を魔法で組み込んだやわらか素材のこと。いわゆる「オナホール」であり、この世界では「マジホ」とも呼ばれている。安物、高級品にかかわらずだいたい1か月ほどで動かなくなる:20-21。ホールのみ使用する例が多いが、パペットやゴーレムといった人型の魔法で作られたモノに組み込んで使われるパターンもある。非常に気持ちよく、これに慣れるとガチのサキュバスでなければイケなくなるという。
サキュバスムービー
エロ動画:53。猥褻動画の記録された水晶でいつでもオネーチャンのエロが見られる優れモノだが、大量生産が難しいため高価である:37。繰り返し観ていれば当然飽きるため、スタンクたちは定期的に持ち寄ったムービーの闇競売を行っている:35-54が、これでも種族ごとの好みによって買値を上回る値が付くかどうかは格差が大きい。
性病妊娠予防の魔法陣
出店を許可されたサキュバス店に設置された性病妊娠予防の魔法陣。フラスパ教会が管理をして、製造には天使の協力が不可欠となる:105-106。そのためハーレム願望があるが、無計画に子供を作る気はない貴族や資産家なども私有地内にサキュバス店名義の申請を行い設置している。
魔素のない世界の避妊方法についてデミアとデスアビスが会話をした際に、デスアビスが「ありえないな」と発言した描写がある:84-85。
デコイ
魔法によって他者をコピーした身代わり人形。作られてから一定時間で消滅する。文字通りデコイ（囮）なので身代わり・見殺し前提なため、構造や機能は単純化されており、ゼルによると通常のデコイ人形は「逃げ続ける」「命乞いを繰り返す」など設定された単純な行動・言動を行うだけで、身体構造も見掛けだけのものなのだが、デミアのデコイ人形は自律行動が可能で会話が成り立ち魔法の講義も可能:99:109、更に身体構造も本物と瓜二つと一般的なデコイとはかけ離れた性能を有している。
デコイのレンタルをしている「デミア魔道具店」はサキュバス店ではなく、ゴーレムのような人格の核もなく、デミアそっくりなマジカルホール扱いのため、道具としてNGプレイもなく利用可能。
異種族結婚の奇跡
フラスパ大聖堂で行われる儀式。異種族同士の夫婦の魂を天使が抜き出し、混ぜ合わせて元に戻すことにより、奇跡を受けた夫婦は属性が火と水のように接触したら致命的な事態を引き起こしそうな場合でも、完全な耐性を得て互いに触れ合うことが可能になる:118-120。また、巨大なオーガと小さなフェアリーのような極端なサイズ差があろうと性行為を営めるようになる。ただし、その対象は魂が同一の夫婦間のみである:14。
タイガ夫婦の例を挙げれば、火属性のサラマンダーに触れてもタイガの服が燃え上がらないので:13、これは存在や事象のレベルから書き換えられている模様であるが、奇跡を分析する行為は禁忌とされている:121。
こげつき亭
サキュバス店を兼ねた冒険者の酒場。看板娘を指名可能であるが、お金での相手はしておらず、指定されたレベルのこげつき依頼（後述）を達成することが条件。4人も給仕がいることを食酒亭の給仕たちにうらやましがられている:77-78。
こげつき依頼とは依頼書を貼りだしたものの難易度とコストが折り合わず、誰も手を付けないまま残った依頼のことで冒険者が受けないでいると、魔王や竜種、勇者に話が回り（ゼルはクリムヴェールに「魔王や龍種に頼むと高く付き、勇者に頼むことはまず無理」と説明している）、最終的には教会管理下の軍が出動する事態になる。その一歩手前の段階になると、こげつき亭に集まる:79-81。
魔法粘液
魔法で操るスライム状の粘液で、扱うには魔法の心得が必要。種類によっては魔法の伝達効率を上げることができるため、解呪にも利用される。魔法で自由自在に材質感を変えることができる:84。
淫紋
身体に模様を描くことで様々な性的効果を付与する魔法陣の一種:59。女性は子宮を中心とした腹部に描き:59、男性は会陰に描く:69。アークメイによって即席淫紋が開発されたことによりサキュバス街の即席淫紋店がブームになる

### 種族
人間
短命種。魔素を感じ取ることができず嗅覚などの感覚器官もさほど発達していないため、他種族の価値観を理解できない傾向が強い。女性は人間としては高齢の場合でも長命種から見れば100歳以下＝若いという認識になるため、実年齢が重要になる種族には一定の人気がある。希に異世界からの転移者がいる。
エルフ
長命種。女性は総じて容姿が美しく、年をとっても外見には変化がない。ただし魔素の劣化や体臭など、人間には感じ取れない部分で老化自体はある。そのため高齢エルフは人間には人気があるが、他種族には全く人気がない。
ハーフリング
小柄な種族で、垂れた耳が特徴。見た目通りの素早さと手先の器用さを持ち合わせており、優秀な盗賊が多い。また、種族全体の性質としてややSっ気が強い。
獣人
半人半獣種族。外見に獣の特徴が現れている度合いを作中では「ケモ度」といい、獣の種類とケモ度は獣人ごとに異なる。ケモ度は内面的な獣の特性とは比例せず、希に人間と全く区別がつかないほどケモ度が低い獣人もいるが、その場合でも内面的な獣の特性は持っている。明確な“発情期”がある種族も多く、発情状態になった時だけサキュ嬢として働くパターンが（オスの場合、メスの発情を知った時点で発情するパターンも）多い。
有翼人
いわゆる鳥人間で、上記の獣人の亜種。卵胎生で子供は卵で産まれる。翼で飛行出来る他、身体能力が非常に高く、猛禽類の種族は大型の牛ですら持ち上げて飛行可能である。
天使
天界の存在。両性具有。神の許可を得ていないものには見ることも触れることも出来ず、天使の方も仕事以外では地上に干渉できない。それゆえ存在自体は知られていても見たことのあるものは殆どいない。頭上の輪が破壊されると天使としての力を失うが、輪を破壊するには神の力が必要になる。物理と闇属性には弱いが、それ以外の属性攻撃に対しては完全に近い耐性を持っている。
悪魔
魔界の存在。契約に縛られるという特性があり、契約の内容を厳格に履行することを自分にも相手にも要求する。例としては結婚という契約を行う場合、プロポーズの言葉＝契約内容となるため、プロポーズの言葉次第で結婚後の性格も大きく変わる。聖属性に弱い。
低級淫魔と呼ばれるサキュバスと似た者もいるが、快楽を与えるというより無理やり搾り取るだけ。
サキュバス、インキュバス
エッチな行為それ自体が生存活動となる種族。あらゆる種族とプレイするための能力に特化しており、外見も相手の好みに合わせて一定の範囲内で変化させることが出来る。普通の食事もとるが、サキュバスなら白子、インキュバスは卵を好む。
サキュバスはサキュバス街で一番大きい建物（通称・サキュバスタワー）に集まって暮らしている。サキュバス店としては24時間営業で、いつ行っても誰かが対応している。料金は一般の店の半額でプレイ時間も倍。高位のサキュバスになると他者の遺伝情報をコピーしたり、贅肉（脂肪）など身体の一部や寿命まで精力に変換して抜き出したりすることが出来る。
インキュバスも同様で、強者だと他種族のサキュバス店巡りをしている。

### 地名
魔法都市
食酒亭からケンタウロス輸送隊で4日の距離:91にある都市。現在の女性市長は「デミア魔道具店」を規制しようとするため、男たちから不評を買っている:14-16。
フラスパ大聖堂
宗教施設、または大聖堂を中心に形成された宗教都市の名。食酒亭から東の方角に存在する:87。この世界の習慣として新年を告げる鐘を鳴らしている間、片手を胸に当て、もう片手を前方に広げるようにして大聖堂の方角を向いて祈り、お願い事または感謝を捧げる:103。また異種族結婚の奇跡を受ける場所でもあるが、付与の最中に新婚夫婦以外の参列者は大聖堂の周りには近寄れない:裏表紙。
西の荒地
かつての王都で、禁呪のたぐいで繁栄した結果、一晩にして朽ち果てた荒地となった。廃都は新しい都の西に位置していたことから、後に西の荒地と呼ばれた。現在は緑で満たされたジャングルとなっている。
水運の街
小説2巻に登場。城壁に囲まれ水路が巡っている。「エルフのおやど」の二号店が出店している。

### アニメオリジナル
エレクトしてル・パレード
アニメ第6話の特殊エンディングで、小川監督が脚本会議のときに「1回くらい特殊なエンディングをやりたい」という話を出し、コンテ・演出ともに自ら行っている。 某遊園地の光のパレード風に第6話までの登場人物（スタンク、ゼル、カンチャル、クリムと淫魔店関係者の女性たち）が全裸で練り歩いた。しかし、「はなぞの光」効果で肝心な箇所は光に覆われて、全裸だが18禁ではない。

## 書誌情報
- 天原（原作）、masha（作画）『異種族レビュアーズ』KADOKAWA〈ドラゴンコミックスエイジ〉。
  - 『異種族レビュアーズ』 1巻、2017年9月8日。ASIN B0753XXG34。ISBN 978-4-04-072434-8。
  - 『異種族レビュアーズ』 2巻、2018年12月7日。ASIN B07KRV1FV4。ISBN 978-4-04-072970-1。
    - 『異種族レビュアーズ』 2巻（特装版）、2018年12月7日。ISBN 978-4-04-072974-9。
      - 「サキュバス店探訪コミックアンソロジー」小冊子付属[15]

  - 『異種族レビュアーズ』 3巻、2019年7月9日。ASIN B07TFC9WD5。ISBN 978-4-04-073257-2。
  - 『異種族レビュアーズ』 4巻、2020年1月9日。ASIN B082VQQW4J。ISBN 978-4-04-073460-6。
  - 『異種族レビュアーズ』 5巻、2020年9月9日。ASIN B08GS5S7FW。ISBN 978-4-04-073793-5。
  - 『異種族レビュアーズ』 6巻、2021年5月8日。ASIN B092ZCP2F6。ISBN 978-4-04-074099-7。
  - 『異種族レビュアーズ』 7巻、2021年12月9日。ASIN B09MJW4TSZ。ISBN 978-4-04-074382-0。
  - 『異種族レビュアーズ』 8巻、2022年11月8日。ASIN B0BK7QPX7V。ISBN 978-4-04-074755-2。
  - 『異種族レビュアーズ』 9巻、2023年8月9日。ASIN B0CCTCYNCG。ISBN 978-4-04-075074-3。
  - 『異種族レビュアーズ』 10巻、2024年6月7日。ASIN B0D16RQ1G5。ISBN 978-4-04-075470-3。
  - 『異種族レビュアーズ』 11巻、2025年3月7日。ASIN B0D16RQ1G5。ISBN 978-4-04-075832-9。
- 葉原鉄『異種族レビュアーズ』天原（原作）、masha（キャラクター原案）、W18（イラスト）、KADOKAWA〈KADOKAWAノベルズ〉。
  - 『異種族レビュアーズ えくすたしー・でいず』2018年12月7日。ASIN B07L4C6RZ3。ISBN 978-4-04-073008-0。
  - 『異種族レビュアーズ まりおねっと・くらいしす』2020年1月9日。ASIN B0836FTDQN。ISBN 978-4-04-073453-8。
- ドラゴンエイジ編集部『異種族レビュアーズコミックアンソロジー 〜ダークネス〜』天原 (原作), masha (キャラクター原案)、KADOKAWA〈ドラゴンコミックスエイジ〉。
  - 『異種族レビュアーズコミックアンソロジー 〜ダークネス〜』2020年1月9日。ASIN B082VR17X3。ISBN 978-4040734613。
  - 『異種族レビュアーズコミックアンソロジー 〜ダークネス〜 2』2021年2月9日。ASIN B08TZNQXCH。ISBN 978-4040739779。

### 海外版
2018年3月31日、ニューヨークの出版社エン・プレスは、サクラコンにて『異種族レビュアーズ』の海外出版権を取得したと発表した。
- (英語) Interspecies Reviewers. Yen Press
  -  Interspecies Reviewers. 1. (2018-11-13). ISBN 978-1-97-530200-9
  -  Interspecies Reviewers. 2. (2019-07-30). ISBN 978-1-97-535821-1
  -  Interspecies Reviewers. 3. (2020-02-18). ISBN 978-1-97-530814-8
  -  Interspecies Reviewers. 4. (2020-08-25). ISBN 978-1-97-531528-3
  -  Interspecies Reviewers. 5. (2021-06-22). ISBN 978-1-97-532427-8
  -  Interspecies Reviewers. 6. (2022-02-01). ISBN 978-1-97-533981-4
  -  Interspecies Reviewers. 7. (2022-12-13). ISBN 978-1-97-536004-7
  -  Interspecies Reviewers. 8. (2023-08-22). ISBN 978-1-97-537231-6
- (英語) Interspecies Reviewers (light novel) (English Edition). Yen On
  -  Interspecies Reviewers: Ecstasy Days. (2020-08-18). ISBN 978-1-97-530947-3
  -  Interspecies Reviewers: Marionette Crisis. (2021-05-19). ISBN 978-1-97-532078-2
- (英語) Interspecies Reviewers Comic Anthology: Darkness
  -  Interspecies Reviewers Comic Anthology: Darkness. (2021-01-19). ISBN 978-1-97-531959-5
  -  Interspecies Reviewers Comic Anthology: Darkness. 2. (2022-03-22). ISBN 978-1-97-533875-6

## テレビアニメ
| 原作                          | 天原（原作）、masha（作画）                     |
| 監督                          | 小川優樹                                        |
| 助監督                        | 間島崇寛                                        |
| シリーズ構成                  | 筆安一幸                                        |
| キャラクターデザイン          | うのまこと                                      |
| 美術監督                      | 関野剛嗣                                        |
| 美術設計                      | 吉崎正樹、河上均                                |
| 色彩設計                      | 歌川律子                                        |
| 撮影監督                      | 世良隆光                                        |
| 編集                          | 三嶋章紀                                        |
| 音響監督                      | ひらさわひさよし                                |
| 音響効果                      | 猪俣泰史                                        |
| 音楽                          | 内東琴音                                        |
| 音楽プロデューサー            | 若林豪                                          |
| 音楽制作                      | KADOKAWA                                        |
| プロデューサー                | 菊島憲文、川本晃生、飯塚彩、 尾形光広、山野拓哉 |
| アニメーション プロデューサー | 西藤和広                                        |
| 制作プロデューサー            | 別府洋一                                        |
| アニメーション制作            | パッショーネ                                    |
| 製作                          | 異種族レビュアーズ製作委員会                    |

2020年1月から3月までAT-Xほかにて放送された。ナレーションは梅津秀行。公式サイトによると、通常版だけでなくAT-Xでは無修正版が放送され、一部ネット公式配信媒体では通常版配信から数日後に「裏オプVer.」が配信される。放送開始前にはアドトラックを走らせた宣伝をしていた。

### 制作
本作はきわどい内容であるがため、監督に起用された小川優樹もアニメ化には驚いたと電撃オンラインとのインタビューで話している。
アニメ化に当たっては原作の内容を薄めないでほしいという要望が原作者たちから寄せられた一方、そのままアニメ化するとアダルトアニメと変わらないため、映像化にはファンタジーの要素をしっかり盛り込むという方針が立てられ、スタンク一行が冒険者として活動する様子がアニメオリジナルの場面として追加された。また、原作者たちからは、本作は中世ファンタジーの世界観とは文化的に異なる部分があり、「風俗」という言葉は本作の世界観にそぐわないため使わないでほしいという要望も寄せられた。原作におけるレビューの場面は文字が中心だったため、毎回ボウリングのスコアやクイズといった視覚に訴える方法に変更された。小川は1つの話の中でも前半と後半でレビューの対象が異なることから、話数の2倍の演出を考える必要があって大変だったと、前述のインタビューの中で振り返っている。
稼働の削減のため、スタッフは最初にAT-Xでの放送やBDでの収録に向けた「無修正ver.」を制作し、dアニメストア等の動画配信サービスに向けて少し修正を加えた「裏オプver.」や、そこからさらに修正を加えた「通常ver.」を作っていった。バージョンごとの差異の例として、「通常ver.」と「裏オプver.」では性行為時の効果音が目立たないようにされているのに対し、「無修正ver.」でははっきりと聞こえるように調整されている。

### 反響
テレビアニメ版には国内外からの注目を集め、PVには英語のコメントも寄せられたほか、掲示板の4chanでは「ANIME OF THE CENTURY」（今世紀最高のアニメ）と評するコメントも寄せられた。

### 放送休止・配信停止
北アメリカで本作を配信していたファニメーションは、2020年1月31日にストリーム配信の対象から削除したことを明らかにした。
2月7日、TOKYO MXでは「編成上の都合」として第5話以降の放送が中止となり、2月18日にはサンテレビでも同様の理由により第6話以降の放送中止を発表した。
TOKYO MXでは放送中止の翌週から船旅番組『洋上の楽園クルーズ』が再放送されることとなったため、ねとらぼでは2007年放送の『School Days』の最終話放送休止にちなんで「Nice boat.」と評されている。ただし、本作は『School Days』と違って非常に明るい内容であるうえ、開始当初から「地上波チキンレース」と呼ばれていたことから、放送休止についての視聴者の否定的な意見は少数にとどまっており、船旅番組への差し替えについては様式美に感心する意見すら挙がっているという。
サンテレビでは放送休止枠を30分拡大する形を取っていた。

### 主題歌
オープニングテーマ「イこうぜ☆パラダイス」およびエンディングテーマ「ハナビラ音頭」は、ビッグマグナム橘とゴールデンボール篠崎が作詞・作曲・編曲を手掛け、スタンク（間島淳司）・ゼル（小林裕介）・クリムヴェール（富田美憂）が歌っている。

### 各話リスト
| 話数   | サブタイトル | 脚本       | 絵コンテ            | 演出                                | 作画監督 | 総作画監督                                       | 放送日         |
| ------ | --- | ---------- | ------------------- | ----------------------------------- | --- | ------------------------------------------------ | -------------- |
| 第1話  | エルフの熟女と人間の熟女についての議論が沸騰し、天使はニャンニャン天国で昇天し、有翼人は総排泄孔で感度も抜群！ | 筆安一幸   | 小川優樹            | 間島崇寛                            | 小川玖理周 石原恵治 黒田和也 Tin 出雲誉明 | うのまこと 伊集院いづろ                          | 2020年 1月11日 |
| 第2話  | フェアリーは受け挿れられるサイズに制限があり、悪魔族はあまり人気がなく、乳牛系のミノタウロスはでかくて揺れてすごい出る！ | 筆安一幸   | 猫飼密 小川優樹     | 北村充基                            | 小夏華 川島勝 石原恵治 日向晴香 出雲誉明 | うのまこと 古川英樹                              | 1月18日        |
| 第3話  | 女体化してのプレイは選べる嬢が少ないし、結構痛いが、女の子の気持ちがわかるようになるから、一度ぐらいは経験しておくのはいいかもしれないぞ！ | 筆安一幸   | 西川鷹司 小川優樹   | 間島崇寛                            | 中尾高之 小夏華 石原恵治 | うのまこと 伊集院いづろ 古川英樹                 | 1月25日        |
| 第4話  | 低級淫魔は、もう出ないといっているのにもかかわらず、さらに搾り取ろうとしてきてもはや拷問の域。サラマンダーちゃんは身も心もサラもマンもダーも、とてもホットだがホットすぎてホットんど逝っちゃいそうになる！！                                     | 筆安一幸   | 加藤洋人            | 加藤洋人                            | 小林史緒里 海堂ヒロユキ 佐々木洋也 石原恵治 小夏華 | 伊集院いづろ 加藤洋人 日向晴香 古川英樹 出雲誉明 | 2月1日         |
| 第5話  | 単眼娘の輝く瞳に溺れたいけどハードル高すぎで、同じくハードル高すぎるキノコ嬢選びはこの道数百年のプロに任せてヌルヌルねっとりふかふか！ | 岡田邦彦   | 通 2 小川優樹       | 藤崎有 間島崇寛 なかの陽            | 中尾高之 小林史緒里 海堂ヒロユキ 佐々木洋也 石原恵治 橋本英樹 小夏華 Prasearth Thongkhum Nyki Ikyn 王悦春 阿部可奈子                                                                    | うのまこと 古川英樹                              | 2月8日         |
| 第6話  | ゴーレムは、理想の女の子さえ作れればすごく楽しめるけどセンスが問われるし、モデルにバレたら大変なことになるかもしれない。ウィルオーウィスプの店は幻想的な光のパレードがイク、まさに夢の園                                                         | 筆安一幸   | 松根マサト 小川優樹 | 加藤峻一                            | 出雲誉明 海堂ヒロユキ 橋本英樹 日向晴香 王悦春 胡陽樹 阿部可奈子 中尾高之 佐々木洋也 小夏華                                                                                             | うのまこと 伊集院いづろ 古川英樹                 | 2月15日        |
| 第7話  | 産卵ショーでおっさんたちの目がらんらん！出します見せますメイドリーちゃんのひみつ！そしてついに発表！サキュバス嬢人気投票！ | 岡田邦彦   | 通 2 小川優樹       | 森友宏樹 龍輪直征 間島崇寛 小川優樹 | 黒田和也 森川侑紀 小川玖理周 橋本英樹 海堂ヒロユキ 小林史緒里 阿部可奈子 中尾高之 川島勝 Prasearth Thongkhum せれす 植竹康彦 小夏華 松下清志                                            | うのまこと 伊集院いづろ 出雲誉明 古川英樹        | 2月22日        |
| 第8話  | イメサキュのエロスの夢は夜開き、天使のランスは聖槍ならぬ性槍で、サキュバスタワーは永遠にガチマヨ！ | 植竹須美男 | 森本育郎            | 北村充基                            | 日向晴香 石原恵治 中尾高之 胡陽樹 阿部可奈子 出雲誉明 王悦春 海堂ヒロユキ 橋本英樹 佐々木洋也 小夏華 せれす 松下清志 小林史緒里                                                         | うのまこと 伊集院いづろ                          | 2月29日        |
| 第9話  | 肢体と死体の間には深くて暗いナニがあり、若き天使はローション大爆発で、野生で野性のレビュアーたちはエロのライバル！ | 植竹須美男 | 加藤洋人            | 加藤洋人                            | 加藤洋人 | うのまこと 古川英樹                              | 3月7日         |
| 第10話 | ついに明かされるオール４０点満点の謎！新妻で淫乱家庭教師で雌豚で恋人気分！出ます出します引き取ります！無限解放！大満足の３日間！お汁もたっぷり！みんなお幸せになっちゃええええっ！                                                               | 植竹須美男 | 嵯峨敏 小川優樹     | 嵯峨敏                              | Prasearth Thongkhum 中尾高之 王悦春 小林史緒里 日向晴香 橋本英樹 海堂ヒロユキ 松下清志 小夏華 佐々木洋也 吉田潤 阿部可奈子 石原恵治                                                     | うのまこと 伊集院いづろ 古川英樹                 | 3月14日        |
| 第11話 | 片っ端から淫魔をイかせまくる恐るべき絶倫は博愛主義者で、あぶく銭が入った酔っ払いの末路はお察しの通りで、ミツエの部屋は本日完結！ | 岡田邦彦   | 高橋建 小川優樹     | なかの☆陽 間島崇寛 小川優樹         | 橋本英樹 吉田潤 佐藤敏明 出雲誉明 せれす 加藤洋人 小川玖理周 中尾高之 阿部可奈子 小林史緒里 鶴田愛 野道佳代 小夏華 海堂ヒロユキ Prasearth Thongkhum 王悦春 佐々木洋也 松下清志 森川侑紀 | うのまこと 伊集院いづろ 古川英樹 日向晴香        | 3月21日        |
| 第12話 | レビュアーズを愛してくださったみなさん、さようなら……。サキュバス嬢がいる限り、レビュアーズも永遠に生き続けるでしょう。あなたがレビュアーズを想うとき、いつもこれだけは思い出すでしょう。ひとは他人をイカした時、初めて自分もイケるということを…… | 筆安一幸   | 小川優樹            | 北村充基                            | 吉田潤 佐藤敏明 日向晴香 阿部可奈子 小夏華 王悦春 加藤洋人 石原恵治 岩田幸子 橋本英樹 海堂ヒロユキ 小林史緒里 中尾高之 せれす 植竹康彦 Prasearth Thongkhum                              | うのまこと 伊集院いづろ 出雲誉明 古川英樹        | 3月28日        |

### 放送局
| 放送期間                | 放送時間                     | 放送局     | 対象地域 | 備考                                            |
| ----------------------- | ---------------------------- | ---------- | -------- | ----------------------------------------------- |
| 2020年1月11日 - 3月28日 | 土曜 23:00 - 23:30           | AT-X       | 日本全域 | 製作参加 / R15+指定 / CS放送 / リピート放送あり |
| 2020年1月12日 - 2月2日  | 日曜 1:30 - 2:00（土曜深夜） | TOKYO MX   | 東京都   | 「編成上の都合」により第4話で打ち切り           |
| 2020年1月12日 - 3月29日 |                              | BS11       | 日本全域 | BS放送 / 『ANIME+』枠                           |
| 2020年1月13日 - 3月30日 | 月曜 2:10 - 2:40（日曜深夜） | KBS京都    | 京都府   |                                                 |
| 2020年1月16日 - 2月13日 | 木曜 2:00 - 2:30（水曜深夜） | サンテレビ | 兵庫県   | 「編成上の都合」により第5話で打ち切り           |
| 2020年2月29日 - 4月3日  | 土曜 2:30 - 3:00（金曜深夜） | 岐阜放送   | 岐阜県   | 第2話から第7話は3日連続で2話連続放送            |
| 2020年3月8日 - 4月11日  | 日曜 2:55 - 3:55（土曜深夜） | びわ湖放送 | 滋賀県   | 2話連続放送                                     |
| 2020年3月10日 - 3月30日 | 放送時間不定（集中放送）     | 奈良テレビ | 奈良県   |                                                 |

| 配信開始日    | 配信時間        | 配信サイト | 備考                    |
| ------------- | --------------- | --- | ----------------------- |
| 2020年1月11日 | 土曜 23:30 更新 | dアニメストア niconico | 6日遅れで裏オプ版を配信 |
| 2020年1月18日 | 土曜更新        | U-NEXT アニメ放題 ビデオパス J:COMオンデマンド ひかりTV AbemaTV                                                                      | 6日遅れで裏オプ版を配信 |
|               |                 | Amazonプライム・ビデオ バンダイチャンネル GYAO! FOD Rakuten TV ビデオマーケット DMM.com HAPPY!動画 ムービーフル クランクイン！ビデオ |                         |

北アメリカでは、ファニメーションによって英語字幕版と英語吹き替え版の両方が配信されていたが、ファニメーションは2020年1月31日にストリーム配信の対象から削除したことを明らかにした。ファニメーションは「慎重に検討した結果、このシリーズは基準から外れたため、サービスから削除されました。私たちはクリエイターに対し最大限の敬意を払っており、コンテンツを大幅に変更するよりも、削除することがもっとも敬意のある選択だと考えました。」と述べている。
台湾では、巴哈姆特動画瘋によって配信されている。巴哈姆特動画瘋においては、2020年1月16日より、一度年齢認証できる方法（クレジットカードなど）で有償会員なった会員には伏せ表現をすべて撤廃した完全無修正版が配信されている。

### BD / DVD
| 巻 | 発売日        | 収録話         | 規格品番   | 規格品番   | 規格品番   |
| 巻 | 発売日        | 収録話         | BD限定版   | BD通常版   | DVD通常版  |
| -- | ------------- | -------------- | ---------- | ---------- | ---------- |
| 1  | 2020年5月27日 | 第1話 - 第4話  | ZMXZ-13861 | ZMXZ-13871 | ZMBZ-13881 |
| 2  | 2020年6月26日 | 第5話 - 第8話  |            | ZMXZ-13872 | ZMBZ-13882 |
| 3  | 2020年7月29日 | 第9話 - 第12話 | ZMXZ-13873 | ZMBZ-13883 |            |

当初の予定では第1巻は4月24日発売だったが、新型コロナウイルスの影響により限定版の付属特典“アロエ”オリジナルフィギュア（中国製）の製造と物流に影響が出たため、5月27日に延期された。また第2巻以降の発売もそれぞれ約1か月延期になった。

### Webラジオ
スタンク役の間島淳司とゼル役の小林裕介によるWebラジオ『異種族レビュアーズ 食酒亭ラジオ』が、音泉にて2020年1月10日から4月3日まで毎週金曜日に配信。

## ASMR音声
第1作目『異種族レビュアーズ 無邪気なドSロリにたくさん責められるASMR ハーフリング ピルティア』（CV.井澤詩織）が、エイシスの二次元総合ダウンロードショップ「DLsite」にて電撃G's magazine（KADOKAWA）により2021年5月8日に発売。
第2作目『ふわふわフェザーASMR 異種族レビュアーズ 有翼人 エルドリー』（CV.松嵜麗）が、KADOKAWAが2022年5月にサービスを開始したボイスドラマ配信マーケットプレイス「mimicle」にて2022年6月3日に発売。
第1作目と第2作目では続き物ではなく、配信サイトも異なっており、2022年6月時点では各サイトの専売となっている。